# 羅斯唐島
羅斯唐島（英語：Rostand Island）是南極洲的島嶼，位於阿黛利地，處於佩特雷爾島東南面0.2公里，屬於地質學群島的一部分，長0.4公里，在1951年由法國探險隊繪入地圖，以該國的生物學家命名。
66°40′S 140°1′E / 66.667°S 140.017°E